# Werkkunstschule Darmstadt
Die Werkkunstschule Darmstadt (WKS) war eine Höhere Fachschule  in Darmstadt und Vorläufer des Fachbereichs Gestaltung der Fachhochschule Darmstadt.

## Geschichte
Am 1. Januar 1907 wurden die Großherzoglichen Lehr-Ateliers für angewandte Kunst gegründet. Initiator der Schule war Großherzog Ernst Ludwig.
Im Jahr 1914 stellten die Ateliers den Betrieb ein und wurden 1919 wieder begründet. Daneben gab es in Darmstadt auch eine städtische Kunstgewerbeschule, die aber im Jahre 1923 den Betrieb einstellte.
Am 1. Februar 1947 wurden die städtischen Lehrwerkstätten für Bildende Kunst – Künstlerkolonie Darmstadt gegründet. Diese Lehrwerkstätten waren provisorisch im Hochzeitsturm, in den Ausstellungshallen auf der Mathildenhöhe, im Glückert-Haus, in der Oetingervilla und im Jagdschloss Kranichstein untergebracht.
Am 1. Januar 1950 wurden die Lehrwerkstätten in Werkkunstschule Darmstadt umbenannt und das Studium auf sechs Semester verlängert. Im Oktober 1950 bezog die Werkkunstschule das wiederaufgebaute Ateliergebäude im Olbrichtweg 10.
Ab dem Jahr 1967 wurden auch die Lehrbereiche Fotografie, Industrial Design, Innenarchitektur und Werbegrafik angeboten. 1971 wurde ein Neubau auf dem Areal der Werkkunstschule in Betrieb genommen. Im gleichen Jahr wurde die Werkkunstschule als Fachbereich Gestaltung in die Fachhochschule Darmstadt integriert.

## Dozenten der Werkkunstschule (Auswahl)
- Adolf Beyer
- Adolf Diefenbach
- Heinz Habermann
- Hans Hartl
- Hanns Hoffmann-Lederer
- Willi Hofferbert
- F. C. Hüffner
- Heinrich Jobst
- Herman Keil
- Friedrich Wilhelm Kleukens
- Helmut Lortz
- Albin Müller
- Marcel Wilhelm Richter
- Ernst Riegel
- Jakob Julius Scharvogel
- Fritz Schröder
- Fritz Schwarzbeck
- Paul Thesing